# Mázak
A mázak (franciául: émaux, németül: heraldische Tincturen, Wappenfarben, latinul: tincturae, pigmenta) a heraldikában a fémek és a színek összefoglaló neve. Egyes kutatók a fémeket is színeknek nevezik, néhány mai svájci kutató pedig a mázak közé sorolja a bundabőröket is. A mázak fontosságát jellemzi, hogy a címer létezhet címerábrák nélkül, de szín nélkül soha. (Ezzel ellentétes volt a lengyel nemesi felfogás, ahol a címert a jelkép és az ábra képezi és nem a mező vagy a szín.) A legrégibb fennmaradt címerábrázolások semmilyen ábrát nem tartalmaznak, hanem általában két mázból állnak. Innen eredeztethetők a későbbi pajzstagolások is.
Mázak:
- Fémek:
  - arany, ezüst
- Színek:
  - vörös, kék, zöld, fekete, bíbor és egyéb nemheraldikus színek

A heraldikában nem használhatók árnyalt színek, csak az alapszínek. Az élő heraldika korában a címereknek nagy távolságból is felismerhetőnek kellett lenniük. Ezért a 13. század második felében alakult ki az a szabály, hogy egy címerben nem lehet több mint két máz, illetve szín. Minden címer általában egy fémet és egy színt tartalmazott. Címertani kuriózumnak számított a lotaringiai de Colombes család címere, mely az összes heraldikai színt tartalmazta. A 12. század közepe táján a helytelen színezetű címerek viselőit "nem egyenes embereknek" (de: "nicht rechte Leute") nevezték.
Minden máz egyenértékű, noha korábban a mázakhoz különféle jelentéstartalmakat társítottak. Az élő heraldika korában az aranyat előkelőbbnek tartották mint az ezüstöt, és a színek közül a vöröset részesítették előnyben, de a modern heraldikában már nincs különbség a mázak között. A mázak leírásánál kivételesen az állatöv jegyeit, a bolygószimbólumokat, az év hónapjait, a hét napjait, virágokat, arab számokat stb. is használták.
Angliában az első ilyen könyv John de Bado Aureo Tractatus de Armis című műve volt. A színeknek különféle szempontok szerint tulajdonít erényeket. A színeknek különféle szempontok szerint tulajdonít erényeket. A színeket, elsősorban a szivárvány hét színét a kozmikus rendhez sorolták, (a bíborral együtt hét alapmáz van), a 7 bolygóval, 7 zenei hanggal, a hét napjaival stb. egy rendszert alkottak.
A mázak heraldikai jelképrendszere Prinsaultnál a következő arany: nemesség, jóindulat, emelkedettség, kiválóság; ezüst: alázat, tisztesség, tisztaság, szeplőtelenség; vörös: bátorság, harciasság; kék: szépség, nemesség, magasztosság; zöld: szeretet, becsület, udvariasság; fekete: gyász, gazdagság; bíbor: bőség, jólét, bölcsesség.
Az ókori uralkodók kiváltsága volt a bíbor. A keresztény Szentháromság szimbolikájában a fehér az Atya, a kék a Fiú és a vörös a Szentlélek szimbóluma. A kereszténységben a fehér az isteni fényt, a tökéletességet, tisztaságot, ártatlanságot szimbolizálja, a sárga az aranyat, a Napot, örökkévalóságot, irigységet. A piros jelenti a tüzet, melegséget, szeretetet, vért, világi hatalmat, a pokol tüzét. A zöld a tavasz, a feltámadás, az Éden, az ördög színe. A kék az ég, a levegő, a víz, a tisztaság, igazság, hűség, az Istenanya színe. Az ibolyától a bíborig terjedő szín a főpapság ruháin jelenik meg, az egyházi rend színe. A barna a mély alázat, a világmegvetés a halál, a gyász színe.
Az alkémiában a fehér a higany, az ártatlanság, boldogság és megvilágosodottság színe, a vörös a kén, vér, szenvedély, a kék az ég, a szürke a föld, a fekete az anyag, az okkult tudományok, a bűn, a bűnbánat, az arany a Nagy Mű szimbóluma.
A magyar népművészetben fehér: megtisztulás, ártatlanság, szüzesség, sárga: betegség, halál, gyász, piros: szerelem, élet, vér, Nap, tűz, zöld: sarjadó természet, az élet kezdete, reménység, kék: ég, végtelenség, szentség, világoskék: az ártatlan fiatalok gyászszíne, fekete: gyász, halál.
A nemzeti színek (de: Nationalfarben, Landesfarben, Hoheitsfarben) azok a színek, melyekkel egy állam nemzeti lobogóját, rendjeleinek, kitüntetéseinek szalagjait, határjelvényeit, határsorompóit, katonai őrbódéit stb. látják el. A nemzeti színeknek eredetileg szimbolikus jelentése volt és gyakran az államcímerből vették át.
A házi színek (de: Hausfarben) mindenekelőtt a családi zászlókon és lobogókon ábrázolt színek, melyek általában a címer fő színeit követik. Főleg az uralkodócsaládok használják. A házi színek alkalmazására nincs semmilyen heraldikai szabály. Általában a család legrégibb birtokának címeréből veszik át. Egyes uralkodócsaládok két házi színt is használtak egyszerre.